# Specie di Araneidae (N-Z)
Di seguito sono descritte tutte le specie della famiglia di ragni Araneidae, i cui generi cominciano dalla lettera N alla lettera Z, note al 30 dicembre 2007.

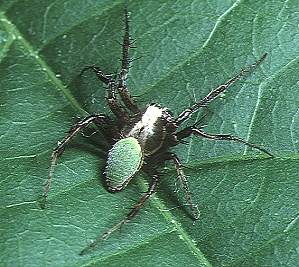
Neoscona mellotteei, maschio

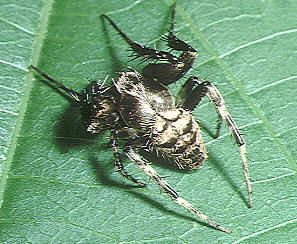
Neoscona punctigera, maschio

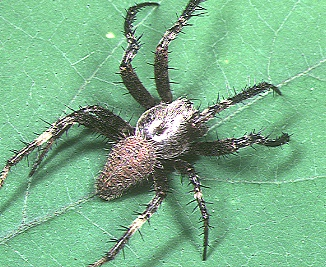
Neoscona scylla, maschio

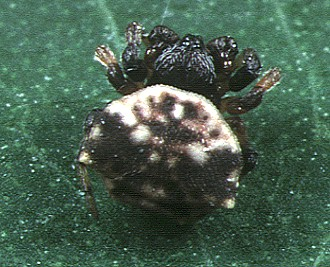
Thelacantha brevispina, maschio

## Nemoscolus
Nemoscolus Simon, 1895
- Nemoscolus affinis Lessert, 1933 - Congo
- Nemoscolus caudifer Strand, 1906 - Africa occidentale
- Nemoscolus cotti Lessert, 1933 - Mozambico
- Nemoscolus elongatus Lawrence, 1947 - Sudafrica
- Nemoscolus kolosvaryi Caporiacco, 1947 - Uganda
- Nemoscolus lateplagiatis Simon, 1907 - Guinea-Bissau
- Nemoscolus laurae (Simon, 1868)[1] - Mediterraneo occidentale
- Nemoscolus niger Caporiacco, 1936 - Libia
- Nemoscolus obscurus Simon, 1897 - Sudafrica
- Nemoscolus rectifrons Roewer, 1961 - Senegal
- Nemoscolus semilugens Denis, 1966 - Libia
- Nemoscolus tubicola (Simon, 1887) - Sudafrica
- Nemoscolus turricola Berland, 1933 - Mali
- Nemoscolus vigintipunctatus Simon, 1897 - Sudafrica
- Nemoscolus waterloti Berland, 1920 - Madagascar

## Nemosinga
Nemosinga Caporiacco, 1947
- Nemosinga atra Caporiacco, 1947[1] — Tanzania
  - Nemosinga atra bimaculata Caporiacco, 1947 — Tanzania
- Nemosinga strandi Caporiacco, 1947 — Tanzania

## Nemospiza
Nemospiza Simon, 1903
- Nemospiza conspicillata Simon, 1903 — Sudafrica (genere monospecifico)

## Neogea
Neogea Levi, 1983
- Neogea egregia (Kulczyński, 1911)[1] - Nuova Guinea
- Neogea nocticolor (Thorell, 1887) - dall'India a Sumatra
- Neogea yunnanensis (Yin et al., 1990) - Cina

## Neoscona
Neoscona Simon, 1864
1. Neoscona achine (Simon, 1906) - India, Cina
2. Neoscona adianta (Walckenaer, 1802) - regione paleartica

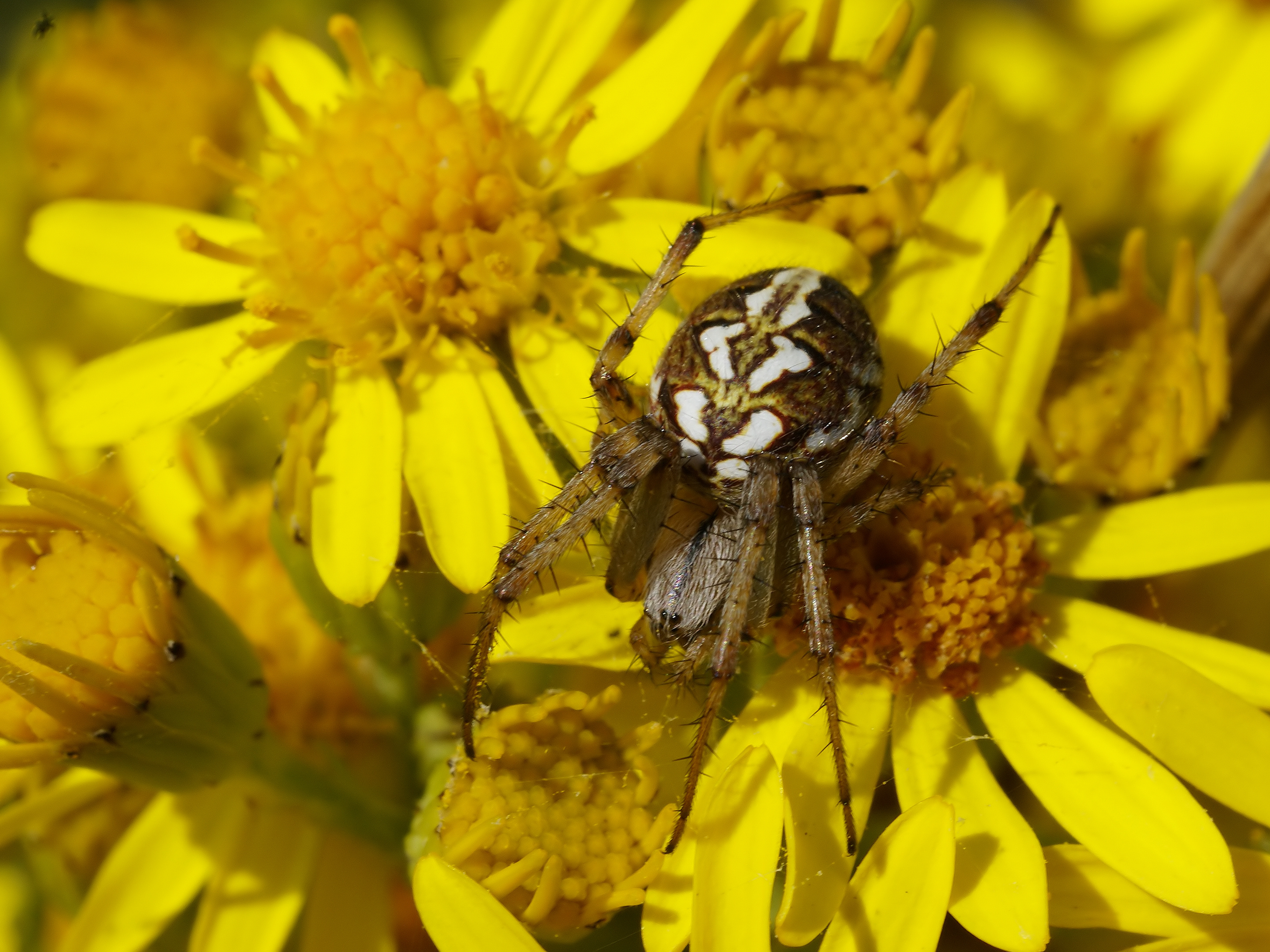
Neoscona adianta

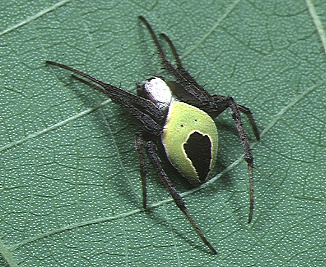
Neoscona mellotteei, femmina

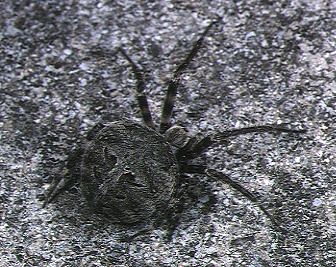
Neoscona nautica, femmina

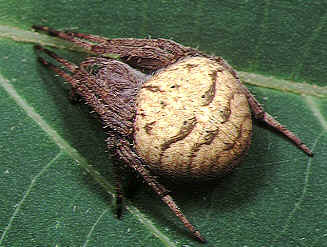
Neoscona punctigera, femmina

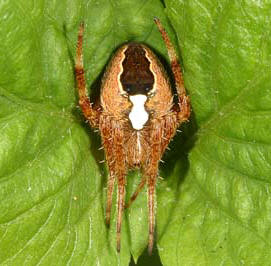
Neoscona scylla, femmina

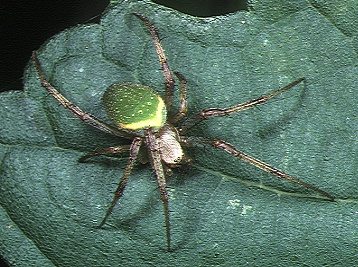
Neoscona scylloides, femmina

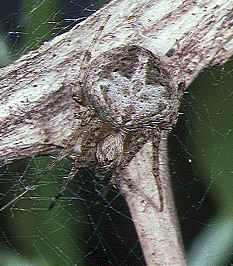
Neoscona subpullata, femmina

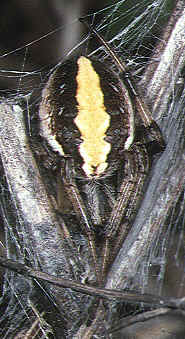
Neoscona theisi, femmina

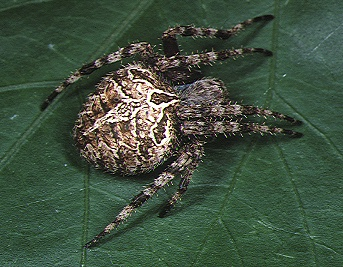
Neoscona vigilans, femmina

  - Neoscona adianta persecta (Schenkel, 1936) - Cina
3. Neoscona alberti (Strand, 1913) - Africa centrale e meridionale
4. Neoscona albertoi Barrion-Dupo, 2008 - Filippine
5. Neoscona aldinei Barrion-Dupo, 2008 - Filippine
6. Neoscona amamiensis Tanikawa, 1998 - Giappone
7. Neoscona ampoyae Barrion-Dupo, 2008 - Filippine
8. Neoscona angulatula (Schenkel, 1937) - Madagascar, isola di Aldabra, Kenya
9. Neoscona arabesca (Walckenaer, 1842)[1] - America settentrionale e centrale, Indie occidentali
10. Neoscona bengalensis Tikader & Bal, 1981 - India, Pakistan
11. Neoscona bihumpi Patel, 1988 - India
12. Neoscona biswasi Bhandari & Gajbe, 2001 - India
13. Neoscona blondeli (Simon, 1886) - Africa
14. Neoscona bomdilaensis Biswas & Biswas, 2006 - India
15. Neoscona bucheti (Lessert, 1930) - Congo
  - Neoscona bucheti avakubiensis (Lessert, 1930) - Congo
  - Neoscona bucheti flexuosa (Lessert, 1930) - Congo, Yemen
16. Neoscona byzanthina (Pavesi, 1876) - Francia, Turchia
17. Neoscona cereolella (Strand, 1907) - Congo, Africa orientale, Madagascar
  - Neoscona cereolella setaceola (Strand, 1913) - Africa centrale
18. Neoscona cheesmanae (Berland, 1938) - Nuove Ebridi
19. Neoscona chiarinii (Pavesi, 1883) - Africa occidentale, centrale e orientale
20. Neoscona chongzuoensis Zhang & Zhang, 2011 - Cina
21. Neoscona chrysanthusi Tikader & Bal, 1981 - Bhutan, India, Pakistan
22. Neoscona crucifera (Lucas, 1838) - America settentrionale, isole Canarie, Madeira, Hawaii
23. Neoscona dhruvai Patel & Nigam, 1994 - India
24. Neoscona dhumani Patel & Reddy, 1993 - India
25. Neoscona domiciliorum (Hentz, 1847) - USA
26. Neoscona dostinikea Barrion & Litsinger, 1995 - Filippine
27. Neoscona dyali Gajbe, 2004 - India
28. Neoscona facundoi Barrion-Dupo, 2008 - Filippine
29. Neoscona flavescens Zhang & Zhang, 2011 - Cina
30. Neoscona goliath (Benoit, 1963) - Costa d'Avorio
31. Neoscona hirta (C. L. Koch, 1844) - Africa centrale e meridionale
32. Neoscona holmi (Schenkel, 1953) - Cina, Corea
33. Neoscona huzaifi Mukhtar, 2012 - Pakistan
34. Neoscona jinghongensis Yin et al., 1990 - Cina
35. Neoscona kisangani Grasshoff, 1986 - Congo
36. Neoscona kivuensis Grasshoff, 1986 - Congo
37. Neoscona kunmingensis Yin et al., 1990 - Cina
38. Neoscona lactea (Saito, 1933) - Taiwan
39. Neoscona leucaspis (Schenkel, 1963) - Cina
40. Neoscona lipana Barrion-Dupo, 2008 - Filippine
41. Neoscona lotan Levy, 2007 - Israele
42. Neoscona maculaticeps (L. Koch, 1871) - Giappone, isole Samoa
43. Neoscona marcanoi Levi, 1993 - Cuba, Hispaniola
44. Neoscona melloteei (Simon, 1895) - Cina, Corea, Taiwan, Giappone
45. Neoscona menghaiensis Yin et al., 1990 - Cina
46. Neoscona molemensis Tikader & Bal, 1981 - Bangladesh, dall'India alle Filippine, Indonesia
47. Neoscona moreli (Vinson, 1863) - da Cuba all'Argentina, dall'Africa alle Seychelles
48. Neoscona mukerjei Tikader, 1980 - India, Pakistan
49. Neoscona multiplicans (Chamberlin, 1924) - Cina, Corea, Giappone
50. Neoscona murthyi Patel & Reddy, 1990 - India
51. Neoscona nautica (L. Koch, 1875) - zona intertropicale
52. Neoscona novella (Simon, 1907) - isola di Bioko
53. Neoscona oaxacensis (Keyserling, 1864) - dagli USA al Perù, isole Galápagos
54. Neoscona odites (Simon, 1906) - India
55. Neoscona oriemindoroana Barrion & Litsinger, 1995 - Filippine
56. Neoscona orientalis (Urquhart, 1887) - Nuova Zelanda
57. Neoscona orizabensis F. O. P.-Cambridge, 1904 - Messico
58. Neoscona parambikulamensis Patel, 2003 - India
59. Neoscona pavida (Simon, 1906) - India, Pakistan, Cina
60. Neoscona penicillipes (Karsch, 1879) - Africa occidentale e centrale
61. Neoscona platnicki Gajbe & Gajbe, 2001 - India
62. Neoscona plebeja (L. Koch, 1871) - isole Figi, isole Tonga, isola Funafuti, isola Rapanui
63. Neoscona polyspinipes Yin et al., 1990 - Cina
64. Neoscona pratensis (Hentz, 1847) - USA, Canada
65. Neoscona pseudonautica Yin et al., 1990 - Cina, Corea
66. Neoscona pseudoscylla (Schenkel, 1953) - Cina
67. Neoscona punctigera (Doleschall, 1857) - dall'isola di Réunion al Giappone
68. Neoscona quadrigibbosa Grasshoff, 1986 - Africa centrale e meridionale
69. Neoscona quincasea Roberts, 1983 - Africa centrale e meridionale, isola di Aldabra
70. Neoscona rapta (Thorell, 1899) - Africa
71. Neoscona raydakensis Saha et al., 1995 - India
72. Neoscona rufipalpis (Lucas, 1858) - Africa, isola di Sant'Elena, isole Capo Verde, Yemen
  - Neoscona rufipalpis buettnerana (Strand, 1908) - Camerun, Togo
73. Neoscona sanghi Gajbe, 2004 - India
74. Neoscona sanjivani Gajbe, 2004 - India
75. Neoscona scylla (Karsch, 1879) - Russia, Cina, Corea, Giappone
76. Neoscona scylloides (Bösenberg & Strand, 1906) - Cina, Corea, Taiwan, Giappone
77. Neoscona semilunaris (Karsch, 1879) - Cina, Corea, Giappone
78. Neoscona shillongensis Tikader & Bal, 1981 - India, Pakistan, Cina
79. Neoscona simoni Grasshoff, 1986 - Africa centrale
80. Neoscona sinhagadensis (Tikader, 1975) - India, Pakistan, Cina
81. Neoscona sodom Levy, 1998 - Israele
82. Neoscona stanleyi (Lessert, 1930) - Congo
83. Neoscona subfusca (C. L. Koch, 1837) - Europa, Asia e Africa
  - Neoscona subfusca alboplagiata Caporiacco, 1947 - Tanzania
  - Neoscona subfusca pallidior (Thorell, 1899) - isola di Bioko
84. Neoscona subpullata (Bösenberg & Strand, 1906) - Cina, Corea, Giappone
85. Neoscona tedgenica (Bakhvalov, 1978) - Asia centrale
86. Neoscona theisi (Walckenaer, 1842) - India, dalla Cina alle isole del Pacifico
  - Neoscona theisi carbonaria (Simon, 1909) - Vietnam
  - Neoscona theisi feisiana (Strand, 1911) - isole Caroline
  - Neoscona theisi savesi (Simon, 1880) - Nuova Caledonia
  - Neoscona theisi theisiella (Tullgren, 1910) - Africa occidentale, centrale e orientale, Yemen
  - Neoscona theisi triangulifera (Thorell, 1878) - Nuova Guinea
87. Neoscona tianmenensis Yin et al., 1990 - Cina, Corea
88. Neoscona triangula (Keyserling, 1864) - dalle isole Capo Verde all'India
  - Neoscona triangula mensamontella (Strand, 1907) - Madagascar
89. Neoscona triramusa Yin & Zhao, 1994 - Cina
90. Neoscona ujavalai Reddy & Patel, 1992 - India
91. Neoscona usbonga Barrion & Litsinger, 1995 - Filippine
92. Neoscona utahana (Chamberlin, 1919) - USA, Messico
93. Neoscona vigilans (Blackwall, 1865) - dall'Africa alle Filippine, Nuova Guinea
94. Neoscona xishanensis Yin et al., 1990 - Cina
95. Neoscona yadongensis Yin et al., 1990 - Cina
96. Neoscona yptinika Barrion & Litsinger, 1995 - India, Filippine
97. Neoscona zhui Zhang & Zhang, 2011 - Cina

## Nicolepeira
Nicolepeira Levi, 2001
- Nicolepeira bicaudata (Nicolet, 1849) — Cile
- Nicolepeira flavifrons (Nicolet, 1849)[1] — Cile
- Nicolepeira transversalis (Nicolet, 1849) — Cile

## Novakiella
Novakiella Court & Forster, 1993
- Novakiella trituberculosa (Roewer, 1942)[1] — Australia, Nuova Zelanda

## Novaranea
Novaranea Court & Forster, 1988
- Novaranea courti Framenau, 2011 — Australia (Nuovo Galles del Sud e Victoria), Tasmania
- Novaranea queribunda (Keyserling, 1887)[1] — Nuova Zelanda

### Sinonimi recenti
- Novaranea laevigata (Urquhart, 1891);[2].

## Nuctenea
Nuctenea Simon, 1864
- Nuctenea cedrorum (Simon, 1929) — Algeria
- Nuctenea silvicultrix (C. L. Koch, 1835) — Regione paleartica
- Nuctenea umbratica (Clerck, 1757)[1] — dall'Europa all'Azerbaigian

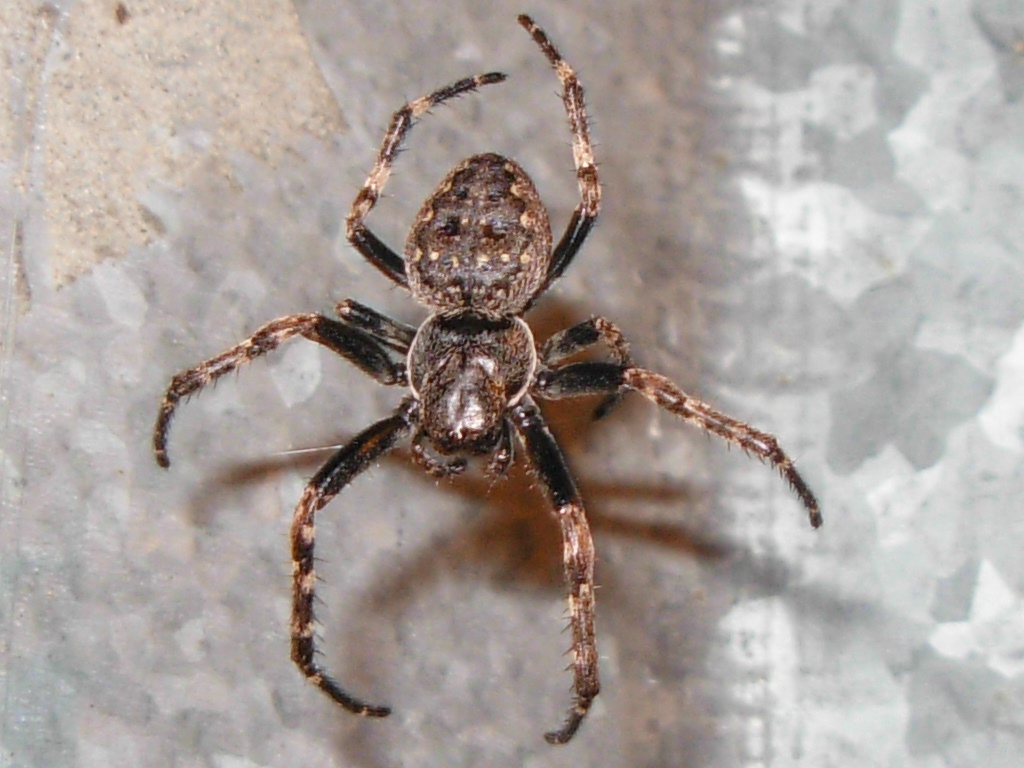
Nuctenea umbratica

  - Nuctenea umbratica nigricans (Franganillo, 1909) — Portogallo
  - Nuctenea umbratica obscura (Franganillo, 1909) — Portogallo

## Ocrepeira
Ocrepeira Marx, 1883
1. Ocrepeira abiseo Levi, 1993 — Perù
2. Ocrepeira albopunctata (Taczanowski, 1879) — Perù, Brasile, Guyana, Guyana Francese
3. Ocrepeira anta Levi, 1993 — Colombia
4. Ocrepeira aragua Levi, 1993 — Venezuela
5. Ocrepeira arturi Levi, 1993 — Panama
6. Ocrepeira atuncela Levi, 1993 — Colombia
7. Ocrepeira barbara Levi, 1993 — Perù
8. Ocrepeira bispinosa (Mello-Leitão, 1945) — Brasile
9. Ocrepeira branta Levi, 1993 — Giamaica
10. Ocrepeira camaca Levi, 1993 — Brasile
11. Ocrepeira comaina Levi, 1993 — Perù
12. Ocrepeira covillei Levi, 1993 — Costa Rica, da Trinidad alla Bolivia
13. Ocrepeira cuy Levi, 1993 — Perù
14. Ocrepeira darlingtoni (Bryant, 1945) — Hispaniola
15. Ocrepeira duocypha (Chamberlin, 1916) — Perù
16. Ocrepeira ectypa (Walckenaer, 1842)[1] — USA
17. Ocrepeira fiebrigi (Dahl, 1906) — Brasile, Paraguay
18. Ocrepeira galianoae Levi, 1993 — Brasile, Argentina
19. Ocrepeira georgia (Levi, 1976) — USA
20. Ocrepeira gima Levi, 1993 — Brasile
21. Ocrepeira globosa (F. O. P.-Cambridge, 1904) — USA, Messico
22. Ocrepeira gnomo (Mello-Leitão, 1943) — Brasile
23. Ocrepeira gulielmi Levi, 1993 — Colombia, Ecuador
24. Ocrepeira heredia Levi, 1993 — Costa Rica
25. Ocrepeira herrera Levi, 1993 — Ecuador, Perù
26. Ocrepeira hirsuta (Mello-Leitão, 1942) — Brasile, Paraguay, Argentina
27. Ocrepeira hondura Levi, 1993 — Costa Rica
28. Ocrepeira incerta (Bryant, 1936) — Cuba
29. Ocrepeira ituango Levi, 1993 — Colombia
30. Ocrepeira jacara Levi, 1993 — Brasile
31. Ocrepeira jamora Levi, 1993 — Ecuador
32. Ocrepeira klossi Levi, 1993 — Brasile
33. Ocrepeira lapeza Levi, 1993 — Colombia
34. Ocrepeira lisei Levi, 1993 — Brasile
35. Ocrepeira lurida (Mello-Leitão, 1943) — Bolivia, Argentina
36. Ocrepeira macaiba Levi, 1993 — Brasile
37. Ocrepeira macintyrei Levi, 1993 — Ecuador
38. Ocrepeira magdalena Levi, 1993 — Colombia
39. Ocrepeira malleri Levi, 1993 — Brasile
40. Ocrepeira maltana Levi, 1993 — Perù
41. Ocrepeira maraca Levi, 1993 — Colombia, Venezuela, Brasile
42. Ocrepeira mastophoroides (Mello-Leitão, 1942) — Argentina
43. Ocrepeira molle Levi, 1993 — Bolivia, Argentina
44. Ocrepeira pedregal Levi, 1993 — Messico, Nicaragua
45. Ocrepeira pinhal Levi, 1993 — Brasile
46. Ocrepeira pista Levi, 1993 — Perù
47. Ocrepeira planada Levi, 1993 — Colombia, Ecuador
48. Ocrepeira potosi Levi, 1993 — Messico
49. Ocrepeira redempta (Gertsch & Mulaik, 1936) — dagli USA all'Honduras
50. Ocrepeira redondo Levi, 1993 — Colombia
51. Ocrepeira rufa (O. P.-Cambridge, 1889) — dal Messico alla Costa Rica
52. Ocrepeira saladito Levi, 1993 — Colombia
53. Ocrepeira serrallesi (Bryant, 1947) — Indie Occidentali
54. Ocrepeira sorota Levi, 1993 — Bolivia
55. Ocrepeira steineri Levi, 1993 — Venezuela
56. Ocrepeira subrufa (F. O. P.-Cambridge, 1904) — dal Messico a Panama
57. Ocrepeira tinajillas Levi, 1993 — Colombia, Ecuador
58. Ocrepeira tumida (Keyserling, 1865) — Colombia, Ecuador
59. Ocrepeira tungurahua Levi, 1993 — Ecuador
60. Ocrepeira valderramai Levi, 1993 — Colombia
61. Ocrepeira venustula (Keyserling, 1879) — dalla Colombia al Cile
62. Ocrepeira verecunda (Keyserling, 1865) — Colombia
63. Ocrepeira viejo Levi, 1993 — dalla Costa Rica al Perù
64. Ocrepeira willisi Levi, 1993 — Panama
65. Ocrepeira yaelae Levi, 1993 — Ecuador
66. Ocrepeira yucatan Levi, 1993 — Messico

## Ordgarius
Ordgarius Keyserling, 1886
1. Ordgarius acanthonotus (Simon, 1909) — Vietnam
2. Ordgarius bicolor Pocock, 1899 — Nuova Britannia (Arcipelago di Bismarck)
3. Ordgarius clypeatus Simon, 1897 — Isola Ambon (Molucche)
4. Ordgarius ephippiatus Thorell, 1898 — Birmania
5. Ordgarius furcatus (O. P.-Cambridge, 1877) — Nuovo Galles del Sud
  - Ordgarius furcatus distinctus (Rainbow, 1900) — Nuovo Galles del Sud
6. Ordgarius hexaspinus Saha & Raychaudhuri, 2004 — India
7. Ordgarius hobsoni (O. P.-Cambridge, 1877) — India, Sri Lanka, Cina, Giappone
8. Ordgarius magnificus (Rainbow, 1897) — Queensland (Australia), Nuovo Galles del Sud
9. Ordgarius monstrosus Keyserling, 1886[1] — Queensland (Australia)
10. Ordgarius pustulosus Thorell, 1897 — Giava
11. Ordgarius sexspinosus (Thorell, 1894) — dall'India al Giappone, Indonesia

## Paralarinia
Paralarinia Grasshoff, 1970
- Paralarinia agnata Grasshoff, 1970 - Congo
- Paralarinia bartelsi (Lessert, 1933) - Sudafrica
- Paralarinia denisi (Lessert, 1938)[1]- Congo
- Paralarinia incerta (Tullgren, 1910) - Africa centrale e orientale

## Paraplectana
Paraplectana Brito Capello, 1867

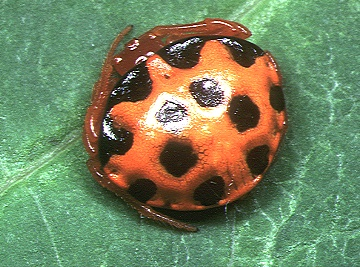
Paraplectana tsushimensis, femmina

- Paraplectana coccinella (Thorell, 1890) — Birmania, Isola di Nias (Indonesia)
- Paraplectana duodecimmaculata Simon, 1897 — Giava
- Paraplectana hemisphaerica (C. L. Koch, 1844) — Sierra Leone
- Paraplectana japonica Bösenberg & Strand, 1906 — Giappone
- Paraplectana kittenbergeri Caporiacco, 1947 — Tanzania
- Paraplectana multimaculata Thorell, 1899 — Camerun, Africa orientale
- Paraplectana sakaguchii Uyemura, 1938 — Cina, Giappone
- Paraplectana thorntoni (Blackwall, 1865)[1] — Africa centrale, Yemen
  - Paraplectana thorntoni occidentalis Strand, 1916 — Africa centrale e occidentale
- Paraplectana tsushimensis Yamaguchi, 1960 — Cina, Taiwan, Giappone
- Paraplectana walleri (Blackwall, 1865) —Africa centrale e occidentale, Madagascar
  - Paraplectana walleri ashantensis Strand, 1907 — Ghana

## Paraplectanoides
Paraplectanoides Keyserling, 1886
- Paraplectanoides crassipes (Keyserling, 1886)[1] - Queensland, Nuovo Galles del Sud e Tasmania
- Paraplectanoides kochi (O.P.-Cambridge, 1877) - Queensland

### Specie trasferite
- Paraplectanoides ceruleus (Simon, 1908);[3]

## Pararaneus
Pararaneus Caporiacco, 1940
- Pararaneus cyrtoscapus (Pocock, 1898)[1] — Africa meridionale, centrale e orientale, Socotra
- Pararaneus perforatus (Thorell, 1899) — Africa meridionale, centrale e orientale
- Pararaneus pseudostriatus (Strand, 1908) — Africa orientale e centrale
- Pararaneus spectator (Karsch, 1885) — Africa, Medio Oriente
- Pararaneus uncivulva (Strand, 1907) — Madagascar

## Parawixia
Parawixia F.O.P.-Cambridge, 1904
1. Parawixia acapulco Levi, 1992 — Messico
2. Parawixia audax (Blackwall, 1863) — dalla Colombia all'Argentina
3. Parawixia barbacoas Levi, 1992 — Colombia, Ecuador

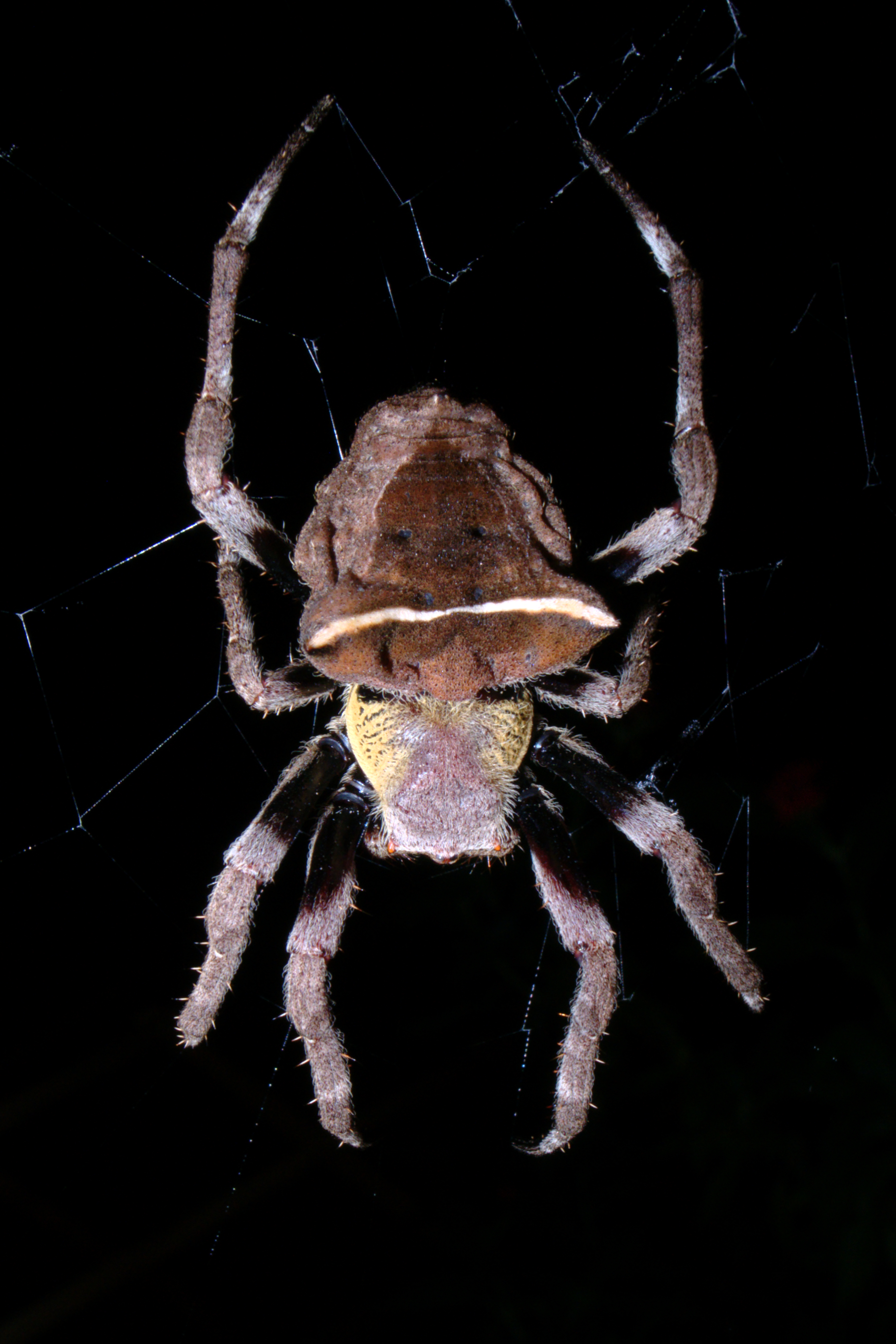
Parawixia dehaani, femmina

4. Parawixia bistriata (Rengger, 1836) — Brasile, Bolivia, Paraguay, Argentina
5. Parawixia casa Levi, 1992 — Colombia
6. Parawixia chubut Levi, 2001 — Cile, Argentina
7. Parawixia dehaani (Doleschall, 1859) — dall'India alle Filippine, Nuova Guinea
  - Parawixia dehaani octopunctigera (Strand, 1911) — Nuova Irlanda (Papua Nuova Guinea)
  - Parawixia dehaani pygituberculata (Strand, 1911) — Nuova Irlanda (Papua Nuova Guinea), Celebes
  - Parawixia dehaani quadripunctigera (Strand, 1911) — Isole Aru (Molucche)
8. Parawixia destricta (O.P.-Cambridge, 1889)[1] — dal Messico a Panama
9. Parawixia divisoria Levi, 1992 — Ecuador, Perù, Brasile, Bolivia
10. Parawixia guatemalensis (O. P.-Cambridge, 1889) — Messico, Guatemala
11. Parawixia honesta (O. P.-Cambridge, 1899) — Messico
12. Parawixia hoxaea (O. P.-Cambridge, 1889) — dal Guatemala a Panama
13. Parawixia hypocrita (O. P.-Cambridge, 1889) — dal Guatemala al Brasile
14. Parawixia inopinata Camargo, 1950 — Brasile
15. Parawixia kochi (Taczanowski, 1873) — da Trinidad al Brasile, Guyana, Guyana Francese
16. Parawixia maldonado Levi, 1992 — Perù
17. Parawixia matiapa Levi, 1992 — Trinidad, Colombia, Perù, Brasile
18. Parawixia monticola (Keyserling, 1892) — Brasile
19. Parawixia nesophila Chamberlin & Ivie, 1936 — Costa Rica, Panama
20. Parawixia ouro Levi, 1992 — Perù, Brasile
21. Parawixia porvenir Levi, 1992 — Colombia
22. Parawixia rigida (O. P.-Cambridge, 1889) — dal Guatemala a Panama
23. Parawixia rimosa (Keyserling, 1892) — dalla Costa Rica alla Bolivia
24. Parawixia tarapoa Levi, 1992 — Ecuador, Perù, Brasile
25. Parawixia tomba Levi, 1992 — Perù, Brasile
26. Parawixia tredecimnotata F.O.P.-Cambridge, 1904 — dal Messico al Belize, Grandi Antille
27. Parawixia undulata (Keyserling, 1892) — Brasile, Uruguay, Argentina
28. Parawixia velutina (Taczanowski, 1878) — dalla Colombia all'Argentina

## Parmatergus
Parmatergus Emerit, 1994
- Parmatergus coccinelloides Emerit, 1994[1] - Madagascar
  - Parmatergus coccinelloides ambrae Emerit, 1994 - Madagascar
- Parmatergus lens Emerit, 1994 - Madagascar

## Pasilobus
Pasilobus Simon, 1895

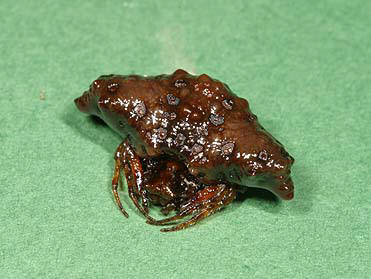
Pasilobus bufoninus, femmina

1. Pasilobus antongilensis Emerit, 2000 - Madagascar
2. Pasilobus bufoninus (Simon, 1867)[1] - Taiwan, Giava, arcipelago delle Molucche
3. Pasilobus capuroni Emerit, 2000 - Madagascar
4. Pasilobus conohumeralis (Hasselt, 1894) - Sumatra, Giava
5. Pasilobus hupingensis Yin, Bao & Kim, 2001 - Cina, Giappone
6. Pasilobus insignis O. P.-Cambridge, 1908 - Africa occidentale
7. Pasilobus kotigeharus Tikader, 1963 - India
8. Pasilobus laevis Lessert, 1930 - Congo
9. Pasilobus lunatus Simon, 1897 - Giava, Celebes
10. Pasilobus mammatus Pocock, 1898 - isole Salomone
11. Pasilobus mammosus (Pocock, 1899) - Africa occidentale
12. Pasilobus nigrohumeralis (Hasselt, 1882) - Sumatra

## Perilla
Perilla Thorell, 1895
- Perilla teres Thorell, 1895[1] — Birmania, Vietnam, Malesia

## Pherenice
Pherenice Thorell, 1899
- Pherenice tristis Thorell, 1899[1] - Camerun

## Phonognatha
Phonognatha Simon, 1894
- Phonognatha graeffei (Keyserling, 1865)[1] - Australia
  - Phonognatha graeffei neocaledonica Berland, 1924 - Nuova Caledonia
- Phonognatha guanga Barrion & Litsinger, 1995 - Filippine
- Phonognatha joannae Berland, 1924 - Nuova Caledonia
- Phonognatha melania (L. Koch, 1871) - Australia, Tasmania
- Phonognatha melanopyga (L. Koch, 1871) - Australia, Tasmania
- Phonognatha pallida (Dalmas, 1917) - Australia occidentale
- Phonognatha vicitra Sherriffs, 1928 - India

## Pitharatus
Pitharatus Simon, 1895
- Pitharatus junghuhni (Doleschall, 1859)[1] — Malesia, Giava, Celebes

## Plebs
Plebs Joseph & Framenau, 2012

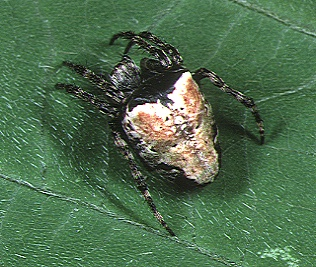
Plebs astridae, femmina

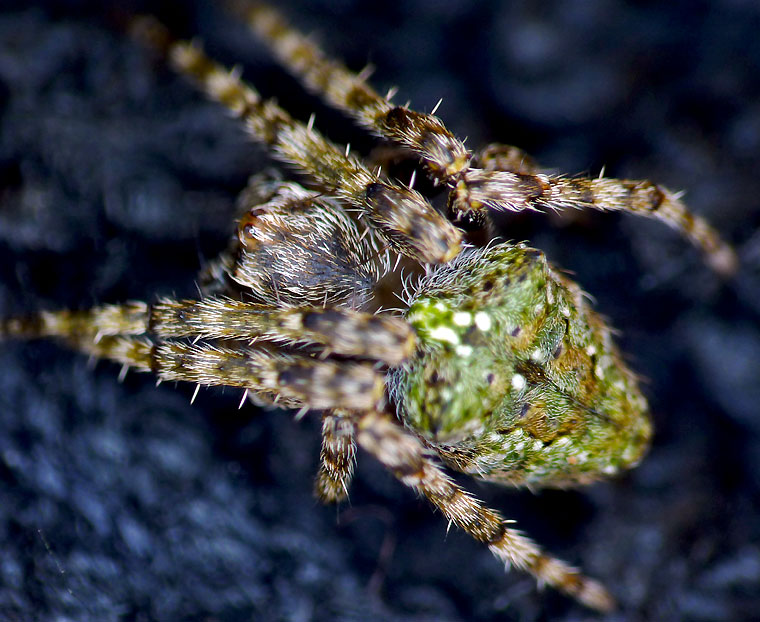
Plebs eburnus, femmina

- Plebs arleneae Joseph & Framenau, 2012 - Queensland, Nuovo Galles del Sud
- Plebs arletteae Joseph & Framenau, 2012 - isola di Lord Howe
- Plebs astridae (Strand, 1917) - Cina, Corea, Taiwan, Giappone
- Plebs aurea (Saito, 1934) - Giappone
- Plebs baotianmanensis (Hu, Wang & Wang, 1991) - Cina
- Plebs bradleyi (Keyserling, 1887) - Australia sudorientale, Tasmania
- Plebs cyphoxis (Simon, 1908) - Australia occidentale e meridionale
- Plebs eburnus (Keyserling, 1886)[1] - Australia orientale, Tasmania
- Plebs himalayaensis (Tikader, 1975) - India, probabilmente anche in Cina
- Plebs mitratus (Simon, 1895) - India
- Plebs neocaledonicus (Berland, 1924) - Nuova Caledonia
- Plebs oculosus (Zhu & Song, 1994) - Cina
- Plebs opacus Joseph & Framenau, 2012 - isole Vanuatu
- Plebs patricius Joseph & Framenau, 2012 - Victoria (Australia), Tasmania
- Plebs plumiopedellus (Yin, Wang & Zhang, 1987) - Cina, Taiwan
- Plebs poecilus (Zhu & Wang, 1994) - Cina
- Plebs rosemaryae Joseph & Framenau, 2012 - Queensland, isole Norfolk
- Plebs sachalinensis (Saito, 1934) - Russia, Cina, Corea, Giappone
- Plebs salesi Joseph & Framenau, 2012 - Nuova Guinea
- Plebs sebastiani Joseph & Framenau, 2012 - Filippine
- Plebs tricentrus (Zhu & Song, 1994) - Cina
- Plebs yanbaruensis (Tanikawa, 2000) - Giappone

## Poecilarcys
Poecilarcys Simon, 1895
- Poecilarcys ditissimus Simon, 1885[1] — Tunisia

## Poecilopachys
Poecilopachys Simon, 1895

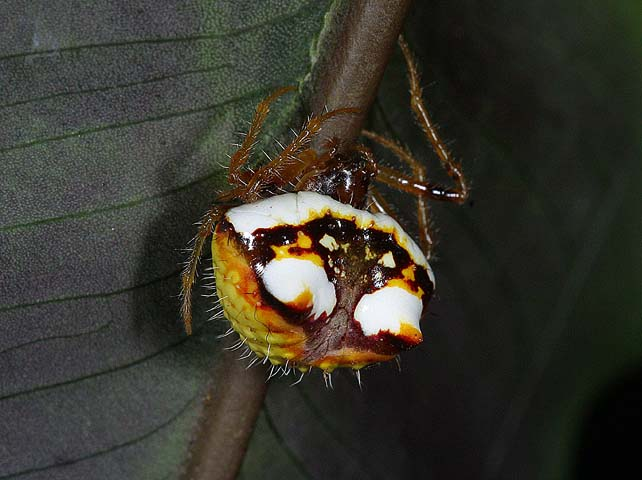
Poecilopachys australasia

- Poecilopachys australasia (Griffith & Pidgeon, 1833)[1] — Queensland (Australia), Nuovo Galles del Sud, Nuova Zelanda, Isole Samoa
- Poecilopachys jenningsi (Rainbow, 1899) — Nuove Ebridi
- Poecilopachys minutissima Chrysanthus, 1971 — Nuova Irlanda (Papua Nuova Guinea)
- Poecilopachys speciosa (L. Koch, 1872) — Queensland (Australia)
- Poecilopachys verrucosa (L. Koch, 1871) — Nuova Guinea, Queensland (Australia), Isole Samoa

## Poltys
Poltys C. L. Koch, 1843
1. Poltys acuminatus Thorell, 1898 - Birmania
2. Poltys apiculatus Thorell, 1892 - Singapore
3. Poltys baculiger Simon, 1907 - Gabon
4. Poltys bhabanii (Tikader, 1970) - India
5. Poltys bhavnagarensis Patel, 1988 - India

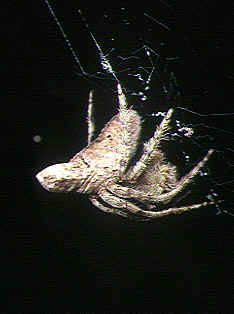
Poltys columnaris, femmina

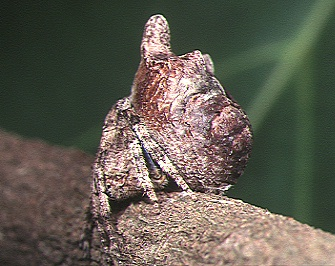
Poltys illepidus, femmina

6. Poltys caelatus Simon, 1907 - Sierra Leone, Gabon, isola di Sao Tomé
7. Poltys columnaris Thorell, 1890 - India, Sri Lanka, Sumatra, Giappone
8. Poltys corticosus Pocock, 1898 - Africa orientale
9. Poltys dubius (Walckenaer, 1842) - Vietnam
10. Poltys elevatus Thorell, 1890 - Sumatra
11. Poltys ellipticus Han, Zhang & Zhu, 2010 - Cina
12. Poltys fornicatus Simon, 1907 - isola di Principe
13. Poltys frenchi Hogg, 1899 - Nuova Guinea, arcipelago delle Molucche, Queensland
14. Poltys furcifer Simon, 1881 - Zanzibar, Sudafrica
15. Poltys godrejii Bastawade & Khandal, 2006 - India
16. Poltys grayi Smith, 2006 - isola di Lord Howe
17. Poltys hainanensis Han, Zhang & Zhu, 2010 - Cina
18. Poltys horridus Locket, 1980 - isole Comore, isole Seychelles
19. Poltys idae (Ausserer, 1871) - Borneo
20. Poltys illepidus C. L. Koch, 1843[1] - dalla Thailandia all'Australia, isola di Lord Howe, isole Norfolk
21. Poltys jujorum Smith, 2006 - Queensland
22. Poltys kochi Keyserling, 1864 - isole Mauritius, Madagascar
23. Poltys laciniosus Keyserling, 1886 - Australia
24. Poltys longitergus Hogg, 1919 - Sumatra
25. Poltys millidgei Smith, 2006 - Australia occidentale, Territorio del Nord, isola di Bali, isola di Sumbawa
26. Poltys monstrosus Simon, 1897 - Sierra Leone
27. Poltys mouhoti (Günther, 1862) - Vietnam
28. Poltys nagpurensis Tikader, 1982 - India
29. Poltys nigrinus Saito, 1933 - Taiwan
30. Poltys noblei Smith, 2006 - Queensland, Nuovo Galles del Sud, Victoria
31. Poltys pannuceus Thorell, 1895 - Birmania
32. Poltys pogonias Thorell, 1891 - isole Nicobare
33. Poltys pygmaeus Han, Zhang & Zhu, 2010 - Cina
34. Poltys raphanus Thorell, 1898 - Birmania
35. Poltys rehmanii Bastawade & Khandal, 2006 - India
36. Poltys reuteri Lenz, 1886 - Madagascar
37. Poltys squarrosus Thorell, 1898 - Birmania
38. Poltys stygius Thorell, 1898 - dalla Birmania al Queensland
39. Poltys timmeh Smith, 2006 - Nuova Caledonia, isole della Lealtà
40. Poltys turriger Simon, 1897 - Vietnam
41. Poltys turritus Thorell, 1898 - Birmania
42. Poltys unguifer Simon, 1909 - Vietnam
43. Poltys vesicularis Simon, 1889 - Madagascar

## Porcataraneus
Porcataraneus Mi & Peng, 2011
- Porcataraneus bengalensis (Tikader, 1975) — India, Cina
- Porcataraneus cruciatus Mi & Peng, 2011[1] — Cina
- Porcataraneus nanshenensis (Yin et al., 1990) — Cina

## Pozonia
Pozonia Schenkel, 1953
- Pozonia andujari Alayón, 2007 — Hispaniola
- Pozonia bacillifera (Simon, 1897) — da Trinidad al Paraguay
- Pozonia dromedaria (O. P.-Cambridge, 1893) — dal Messico a Panama
- Pozonia nigroventris (Bryant, 1936) — dal Messico a Panama, Cuba, Giamaica

### Nomen dubium
- Pozonia cornuta Schenkel, 1953[4]'.

## Prasonica
Prasonica Simon, 1895
1. Prasonica affinis Strand, 1906 - Algeria
2. Prasonica albolimbata Simon, 1895[1] - Congo, Madagascar, Yemen
3. Prasonica anarillea Roberts, 1983 - isola di Aldabra
4. Prasonica hamata Thorell, 1899 - Camerun
5. Prasonica insolens (Simon, 1909) - India, Vietnam. Giava
6. Prasonica nigrotaeniata (Simon, 1909) - Africa occidentale, centrale e orientale
7. Prasonica olivacea Strand, 1906 - Etiopia
8. Prasonica opaciceps (Simon, 1895) - Nuova Guinea
9. Prasonica plagiata (Dalmas, 1917) - Nuova Zelanda
10. Prasonica seriata Simon, 1895 - Africa, Madagascar, isole Seychelles

## Prasonicella
Prasonicella Grasshoff, 1971
- Prasonicella cavipalpis Grasshoff, 1971[1] - Madagascar
- Prasonicella marsa Roberts, 1983 - isola di Aldabra (Oceano Indiano)

## Pronoides
Pronoides Schenkel, 1936
- Pronoides applanatus Mi & Peng, 2013 — Cina
- Pronoides brunneus Schenkel, 1936[1] — Russia, Cina, Corea, Giappone
- Pronoides fusinus Mi & Peng, 2013 — Cina
- Pronoides guoi Mi & Peng, 2013 — Cina
- Pronoides sutaiensis Zhang, Zhang & Zhu, 2010 — Cina
- Pronoides trapezius Mi & Peng, 2013 — Cina

## Pronous
Pronous Keyserling, 1881
1. Pronous affinis Simon, 1901 — Malesia
2. Pronous beatus (O. P.-Cambridge, 1893) — dal Messico alla Costa Rica
3. Pronous colon Levi, 1995 — Costa Rica
4. Pronous felipe Levi, 1995 — Messico
5. Pronous golfito Levi, 1995 — Costa Rica
6. Pronous intus Levi, 1995 — dalla Costa Rica al Brasile
7. Pronous lancetilla Levi, 1995 — Honduras
8. Pronous nigripes Caporiacco, 1947 — Guyana
9. Pronous pance Levi, 1995 — Colombia
10. Pronous peje Levi, 1995 — Costa Rica, Panama
11. Pronous quintana Levi, 1995 — Messico
12. Pronous shanus Levi, 1995 — Panama
13. Pronous tetralobus Simon, 1895 — Madagascar
14. Pronous tuberculifer Keyserling, 1881[1] — dalla Colombia all'Argentina
15. Pronous valle Levi, 1995 — Colombia
16. Pronous wixoides (Chamberlin & Ivie, 1936) — Panama, Colombia, Ecuador

## Pseudartonis
Pseudartonis Simon, 1903
- Pseudartonis flavonigra Caporiacco, 1947 - Etiopia
- Pseudartonis lobata Simon, 1909 - Africa orientale
- Pseudartonis occidentalis Simon, 1903[1] - Guinea-Bissau, Camerun
- Pseudartonis semicoccinea Simon, 1907 - isola di São Tomé

## Pseudopsyllo
Pseudopsyllo Strand, 1916
- Pseudopsyllo scutigera Strand, 1916[1] — Camerun

## Psyllo
Psyllo Thorell, 1899
- Psyllo nitida Thorell, 1899[1] — Camerun, Congo

## Pycnacantha
Pycnacantha Blackwall, 1865
- Pycnacantha dinteri Meise, 1932 - Namibia
- Pycnacantha echinotes Meise, 1932 - Camerun
- Pycnacantha fuscosa Simon, 1903 - Madagascar
- Pycnacantha tribulus (Fabricius, 1781)[1] - Africa centrale e meridionale

## Rubrepeira
Rubrepeira Levi, 1992
- Rubrepeira rubronigra (Mello-Leitão, 1939)[1] — dal Messico al Brasile, Guyana

## Scoloderus
Scoloderus Simon, 1887
- Scoloderus ackerlyi Traw, 1996 — Belize
- Scoloderus cordatus (Taczanowski, 1879)[1] — dal Messico all'Argentina
- Scoloderus gibber (O. P.-Cambridge, 1898) — dal Messico all'Argentina
- Scoloderus nigriceps (O. P.-Cambridge, 1895) — USA, Messico, Isole Bahama, Cuba, Giamaica
- Scoloderus tuberculifer (O. P.-Cambridge, 1889) — dagli USA all'Argentina

## Sedasta
Sedasta Simon, 1894
- Sedasta ferox Simon, 1894[1] — Africa occidentale

## Singa
Singa C. L. Koch, 1836
1. Singa albobivittata Caporiacco, 1947 — Tanzania
2. Singa albodorsata Kauri, 1950 — Sudafrica
3. Singa alpigena Yin, Wang & Li, 1983 — Cina
4. Singa alpigenoides Song & Zhu, 1992 — Cina
5. Singa ammophila Levy, 2007 — Israele
6. Singa aussereri Thorell, 1873 — Europa
7. Singa bifasciata Schenkel, 1936 — Cina
8. Singa chota Tikader, 1970 — India
9. Singa concinna Karsch, 1884 — São Tomé e Principe
10. Singa cruciformis Yin, Peng & Wang, 1994 — Cina
11. Singa cyanea (Worley, 1928) — USA
12. Singa eugeni Levi, 1972 — USA
13. Singa haddooensis Tikader, 1977 — Isole Andamane
14. Singa hamata (Clerck, 1757)[1] — Regione paleartica
  - Singa hamata melanocephala C. L. Koch, 1836 — Europa
15. Singa hilira Barrion & Litsinger, 1995 — Filippine
16. Singa kansuensis Schenkel, 1936 — Cina
17. Singa keyserlingi McCook, 1894 — USA, Canada
18. Singa lawrencei (Lessert, 1930) — Congo
19. Singa leucoplagiata (Simon, 1899) — Sumatra
20. Singa lucina (Audouin, 1826) — dal Mediterraneo all'Asia Centrale
  - Singa lucina eburnea (Simon, 1929) — Algeria, Tunisia
21. Singa myrrhea (Simon, 1895) — India
22. Singa neta (O. P.-Cambridge, 1872) — Mediterraneo
23. Singa nitidula C. L. Koch, 1844 — Regione paleartica
24. Singa perpolita (Thorell, 1892) — Singapore
25. Singa semiatra L. Koch, 1867 — Mediterraneo, Ucraina
26. Singa simoniana Costa, 1885 — Sardegna
27. Singa theodori (Thorell, 1894) — Giava

## Singafrotypa
Singafrotypa Benoit, 1962
- Singafrotypa acanthopus (Simon, 1907)[1] - Costa d'Avorio, Congo, isola di Bioko
- Singafrotypa mandela Kuntner & Hormiga, 2002 - Sudafrica
- Singafrotypa okavango Kuntner & Hormiga, 2002 - Botswana
- Singafrotypa subinermis (Caporiacco, 1940) - Etiopia

## Siwa
Siwa Grasshoff, 1970
- Siwa atomaria (O. P.-Cambridge, 1876)[1] - Egitto, Israele
- Siwa dufouri (Simon, 1874) - Mediterraneo occidentale

## Spilasma
Spilasma Simon, 1897
- Spilasma baptistai Levi, 1995 - Brasile
- Spilasma duodecimguttata (Keyserling, 1879)[1] - dall'Honduras alla Bolivia, Brasile
- Spilasma utaca Levi, 1995 - Perù

## Spinepeira
Spinepeira Levi, 1995
- Spinepeira schlingeri Levi, 1995[1] — Perù

## Spintharidius
Spintharidius Simon, 1893
- Spintharidius rhomboidalis Simon, 1893[1] - Brasile, Perù, Bolivia, Paraguay
- Spintharidius viridis Franganillo, 1926 - Cuba

## Taczanowskia
Taczanowskia Keyserling, 1879
- Taczanowskia mirabilis Simon, 1897 - Bolivia, Brasile
- Taczanowskia sextuberculata Keyserling, 1892 - Colombia, Brasile
- Taczanowskia striata Keyserling, 1879[1] - Perù, Brasile, Argentina
- Taczanowskia trilobata Simon, 1897 - Brasile

## Talthybia
Talthybia Thorell, 1898
- Talthybia depressa Thorell, 1898[1] — Birmania, Cina

## Tatepeira
Tatepeira Levi, 1995
- Tatepeira carrolli Levi, 1995 - Colombia
- Tatepeira itu Levi, 1995 - Brasile
- Tatepeira stadelmani Levi, 1995 - Honduras
- Tatepeira tatarendensis (Tullgren, 1905)[1] - dalla Colombia alla Bolivia

## Telaprocera
Telaprocera Harmer & Framenau, 2008
- Telaprocera joanae Harmer & Framenau, 2008 — dal Queensland al Victoria (Australia)
- Telaprocera maudae Harmer & Framenau, 2008[1] — Queensland e Nuovo Galles del Sud (Australia)

## Testudinaria
Testudinaria Taczanowski, 1879
- Testudinaria bonaldoi Levi, 2005 - Brasile
- Testudinaria debsmithae Levi, 2005 - dal Suriname al Perù, Bolivia
- Testudinaria elegans Taczanowski, 1879 - da Panama al Perù
- Testudinaria geometrica Taczanowski, 1879[1] - da Panama al Perù, Brasile
- Testudinaria gravatai Levi, 2005 - Brasile
- Testudinaria lemniscata (Simon, 1893) - Brasile
- Testudinaria quadripunctata Taczanowski, 1879 - dal Venezuela al Perù, Bolivia, Brasile
- Testudinaria rosea (Mello-Leitão, 1945) - Argentina
- Testudinaria unipunctata (Simon, 1893) - Brasile

## Thelacantha
Thelacantha Hasselt, 1882

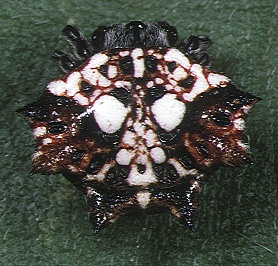
Thelacantha brevispina, femmina

- Thelacantha brevispina (Doleschall, 1857)[1] — Madagascar, dall'India alle Filippine, Australia

## Thorellina
Thorellina Berg, 1899
- Thorellina acuminata (Thorell, 1898)[1] - Birmania
- Thorellina anepsia (Kulczynski, 1911) - Nuova Guinea

## Togacantha
Togacantha Dahl, 1914
- Togacantha nordviei (Strand, 1913)[1] — Africa orientale, centrale e occidentale

## Umbonata
Umbonata Grasshoff, 1971
- Umbonata spinosissima (Tullgren, 1910)[1] — Tanzania

## Ursa
Ursa Simon, 1895
- Ursa flavovittata Simon, 1909 - Vietnam
- Ursa lunula (Nicolet, 1849) - Cile
- Ursa pulchra Simon, 1895[1] - Brasile
- Ursa turbinata Simon, 1895 - Sudafrica
- Ursa vittigera Simon, 1895 - Sri Lanka

## Verrucosa

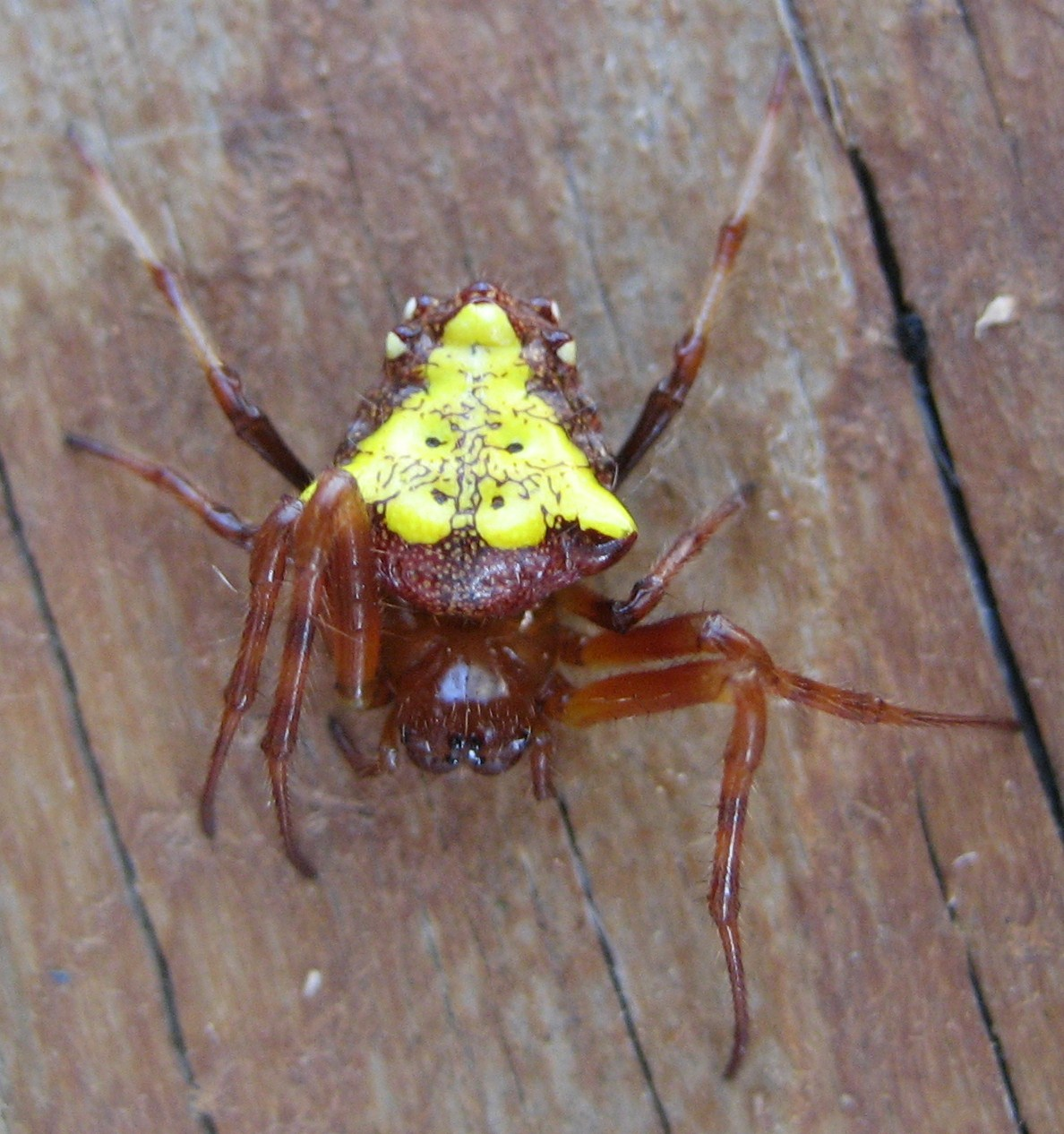
Verrucosa arenata

Verrucosa McCook, 1888
- Verrucosa arenata(Walckenaer, 1842)[1] - dagli USA a Panama, grandi Antille
- Verrucosa furcifera (Keyserling, 1886) - Queensland
- Verrucosa lampra (Soares & Camargo, 1948) - Brasile
- Verrucosa meridionalis (Keyserling, 1892) - Brasile, Paraguay
- Verrucosa septemmammata Caporiacco, 1954 - Guyana francese
- Verrucosa undecimvariolata (O.P.-Cambridge, 1889) - America centrale
- Verrucosa zebra (Keyserling, 1892) - Brasile

## Wagneriana
Wagneriana F. O. P.-Cambridge, 1904

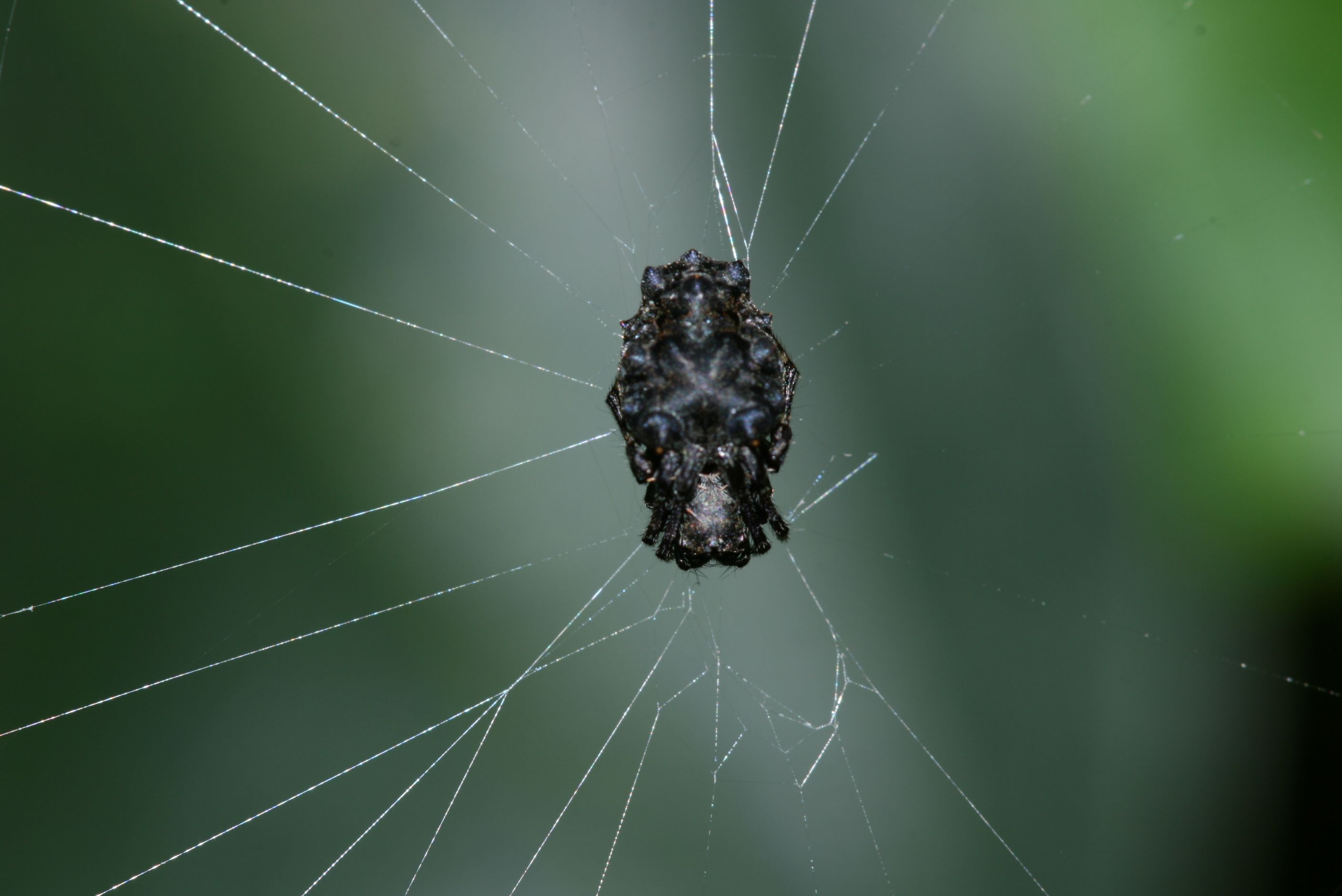
Wagneriana tauricornis

1. Wagneriana acrosomoides (Mello-Leitão, 1939) - dalla Colombia al Brasile
2. Wagneriana alma Levi, 1991 - Brasile
3. Wagneriana atuna Levi, 1991 - dalla Costa Rica al Paraguay
4. Wagneriana bamba Levi, 1991 - Perù
5. Wagneriana carimagua Levi, 1991 - Colombia
6. Wagneriana carinata F. O. P.-Cambridge, 1904 - Guatemala
7. Wagneriana cobella Levi, 1991 - Colombia, Venezuela
8. Wagneriana dimastophora (Mello-Leitão, 1939) - Brasile
9. Wagneriana eldorado Levi, 1991 - Argentina
10. Wagneriana eupalaestra (Mello-Leitão, 1943) - Brasile, Argentina
11. Wagneriana fina Alayón, 2011 - Cuba
12. Wagneriana gavensis (Camargo, 1950) - Brasile
13. Wagneriana grandicornis Mello-Leitão, 1935 - Costa Rica, Brasile
14. Wagneriana hassleri Levi, 1991 - Brasile, Guyana
15. Wagneriana heteracantha (Mello-Leitão, 1943) - Brasile, Argentina
16. Wagneriana huanca Levi, 1991 - Perù
17. Wagneriana iguape Levi, 1991 - Brasile, Paraguay
18. Wagneriana jacaza Levi, 1991 - Colombia, Brasile
19. Wagneriana jelskii (Taczanowski, 1873) - da Trinidad alla Bolivia
20. Wagneriana juquia Levi, 1991 - Brasile, Paraguay, Argentina
21. Wagneriana lechuza Levi, 1991 - Perù, Brasile
22. Wagneriana levii Pinto-da-Rocha & Buckup, 1995 - Brasile
23. Wagneriana madrejon Levi, 1991 - Paraguay
24. Wagneriana maseta Levi, 1991 dalla Colombia all'Ecuador, Brasile
25. Wagneriana neblina Levi, 1991 - Venezuela
26. Wagneriana neglecta (Mello-Leitão, 1939) - da Trinidad all'Argentina
27. Wagneriana pakitza Levi, 1991 - Perù
28. Wagneriana roraima Levi, 1991 - Brasile
29. Wagneriana silvae Levi, 1991 - Perù, Bolivia
30. Wagneriana spicata (O. P.-Cambridge, 1889) - dal Messico alla Costa Rica
31. Wagneriana taboga Levi, 1991 - da Panama al Venezuela
32. Wagneriana taim Levi, 1991 - Brasile
33. Wagneriana tauricornis (O. P.-Cambridge, 1889)[1] - dagli Stati Uniti al Perù
34. Wagneriana tayos Levi, 1991 - dalla Colombia al Perù
35. Wagneriana transitoria (C.L. Koch, 1839) - dal Venezuela all'Argentina
36. Wagneriana turrigera Schenkel, 1953 - Venezuela
37. Wagneriana undecimtuberculata (Keyserling, 1865) - da Panama al Perù
38. Wagneriana uropygialis (Mello-Leitão, 1944) - Argentina
39. Wagneriana uzaga Levi, 1991 - Brasile, Paraguay, Argentina
40. Wagneriana vallenuevo Alayón, 2011 - Hispaniola
41. Wagneriana vegas Levi, 1991 - Cuba, Hispaniola
42. Wagneriana vermiculata Mello-Leitão, 1949 - Brasile
43. Wagneriana yacuma Levi, 1991 - Brasile, Bolivia

## Witica
Witica O. P.-Cambridge, 1895
- Witica alobatus (Franganillo, 1931) - Cuba
- Witica cayanus (Taczanowski, 1873) - regioni settentrionali dell'America meridionale
- Witica crassicaudus (Keyserling, 1865)[1] - dal Messico al Perù

## Wixia
Wixia O. P.-Cambridge, 1882
- Wixia abdominalis O. P.-Cambridge, 1882[1] — Brasile, Guyana, Bolivia

## Xylethrus
Xylethrus Simon, 1895
- Xylethrus ameda Levi, 1996 — Brasile
- Xylethrus anomid Levi, 1996 — Perù, Brasile
- Xylethrus arawak Archer, 1965 — Messico, Giamaica
- Xylethrus perlatus Simon, 1895 — Brasile
- Xylethrus scrupeus Simon, 1895 — da Panama alla Bolivia, Brasile
- Xylethrus superbus Simon, 1895 — Perù, Bolivia, Paraguay, Brasile, Colombia[1]

## Yaginumia

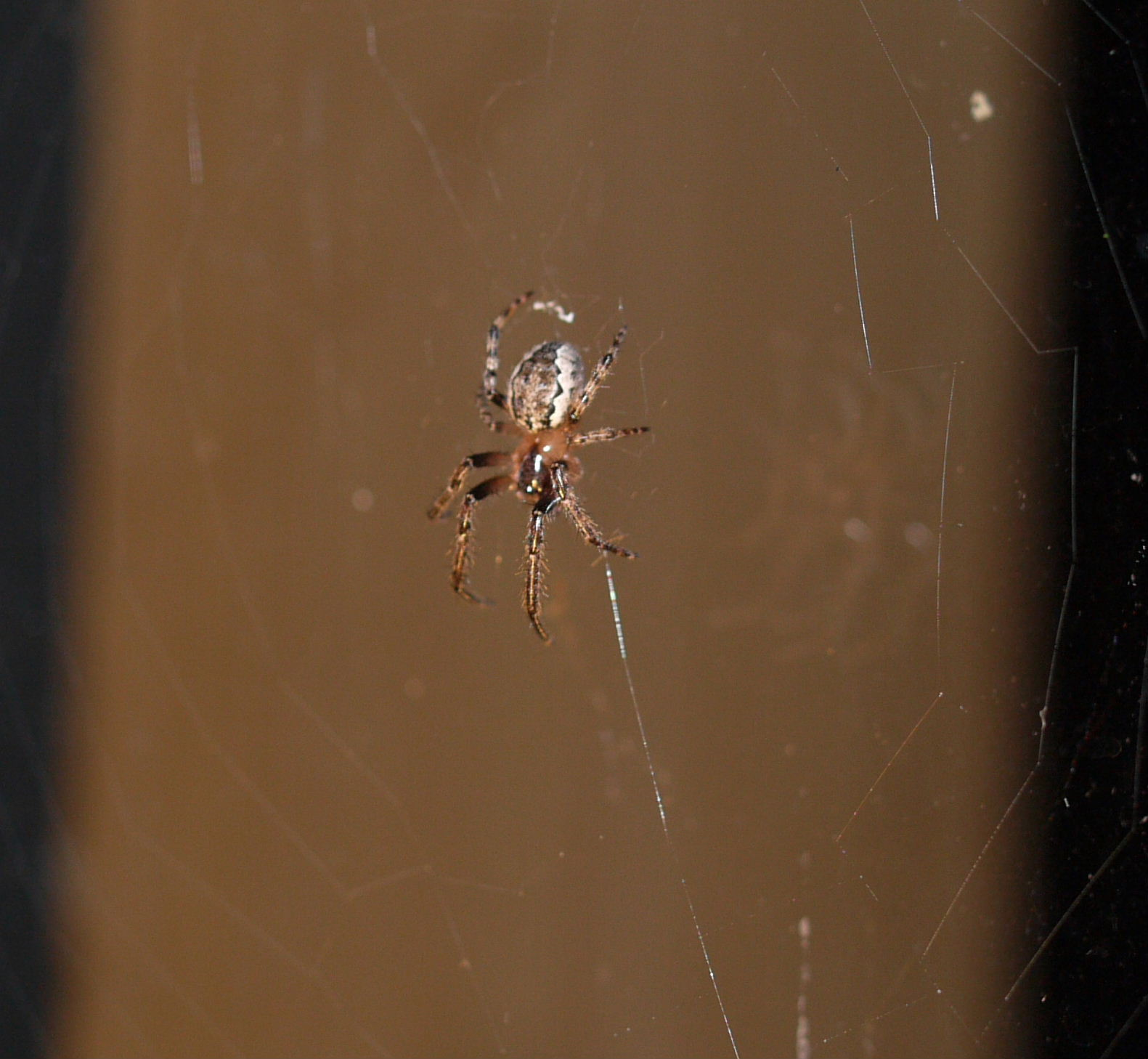
Yaginuma sia

Yaginumia Archer, 1960
- Yaginumia sia (Strand, 1906)[1] — Cina, Corea, Taiwan, Giappone

## Zealaranea
Zealaranea Court & Forster, 1988
- Zealaranea crassa (Walckenaer, 1842)[1] — Nuova Zelanda
- Zealaranea prina Court & Forster, 1988 — Nuova Zelanda
- Zealaranea saxitalis (Urquhart, 1887) — Nuova Zelanda
- Zealaranea trinotata (Urquhart, 1890) — Nuova Zelanda

## Zilla
Zilla C. L. Koch, 1834
- Zilla conica Yin, Wang & Zhang, 1987 - Cina
- Zilla crownia Yin, Xie & Bao, 1996 - Cina
- Zilla diodia (Walckenaer, 1802)[1] - dall'Europa all'Azerbaigian 

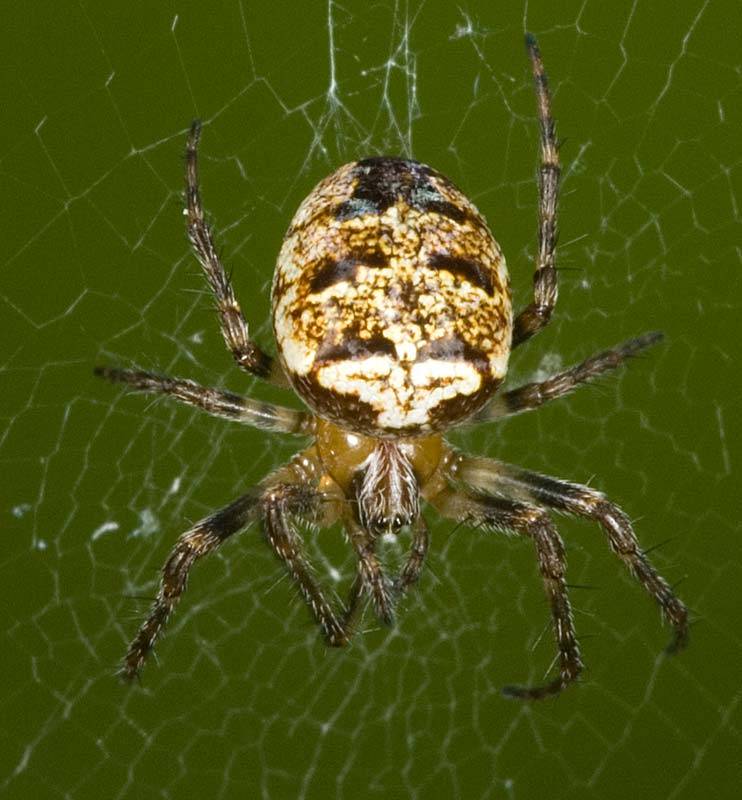
Zilla diodia, femmina

  - Zilla diodia embrikstrandi (Kolosváry, 1938) - Italia
- Zilla globosa Saha & Raychaudhuri, 2004 - India
- Zilla qinghaiensis Hu, 2001 - Cina

## Zygiella
Zygiella F. O. P.-Cambridge, 1902

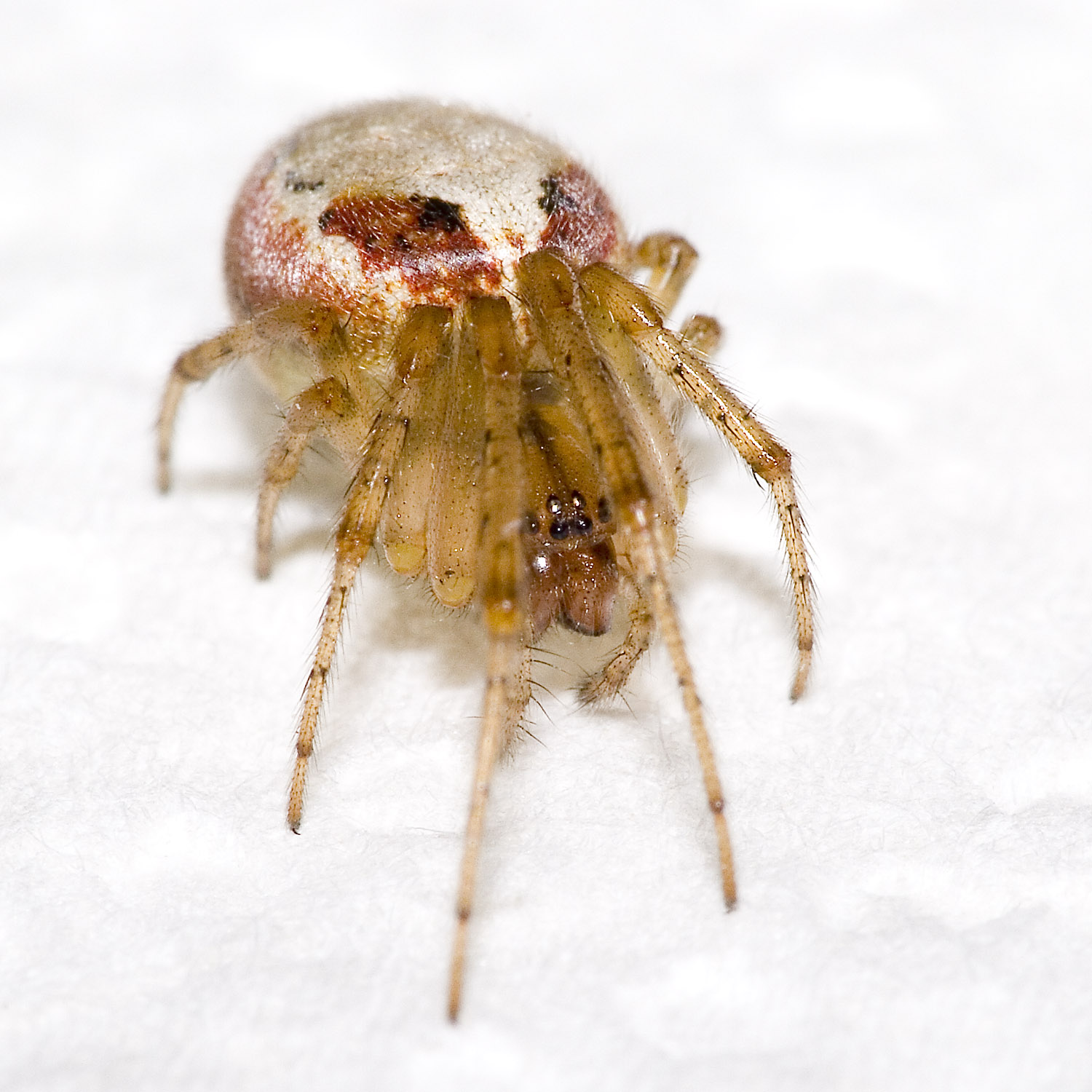
Zygiella atrica, femmina

- Zygiella atrica (C. L. Koch, 1845) — Europa, Russia (USA, Canada, introdotto)
- Zygiella calyptrata (Workman & Workman, 1894) — Cina, Birmania, Malesia
- Zygiella indica Tikader & Bal, 1980 — India
- Zygiella keyserlingi (Ausserer, 1871) — Europa meridionale
- Zygiella kirgisica Bakhvalov, 1974 — Kirghizistan
- Zygiella minima Schmidt, 1968 — Isole Canarie
- Zygiella nearctica Gertsch, 1964 — Alaska, Canada, USA
- Zygiella poriensis Levy, 1987 — Israele
- Zygiella pulcherrima (Zawadsky, 1902) — Russia
- Zygiella shivui Patel & Reddy, 1990 — India
- Zygiella x-notata (Clerck, 1757) — Regione olartica e neotropicale

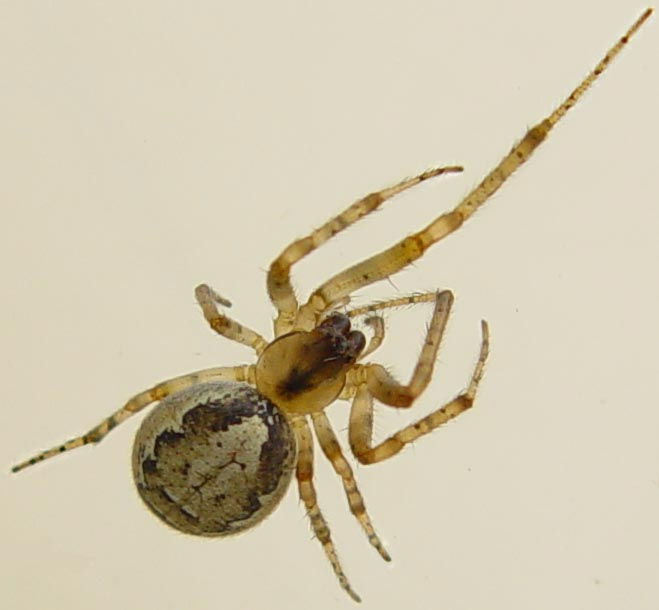
Zygiella x-notata, femmina

- - Zygiella x-notata chelata (Franganillo, 1909) — Portogallo
  - Zygiella x-notata percechelata (Franganillo, 1909) — Portogallo